# Мейвуд (Іллінойс)
Мейвуд (англ. Maywood) — селище (англ. village) в США, в окрузі Кук штату Іллінойс. Населення — 23 512 особи (2020).

## Географія
Мейвуд розташований за координатами 41°52′47″ пн. ш. 87°50′39″ зх. д. / 41.87972° пн. ш. 87.84417° зх. д. (41.879800, -87.844160). За даними Бюро перепису населення США в 2010 році селище мало площу 7,05 км², уся площа — суходіл.

## Історія
Засноване в 1869 році.

## Демографія
Згідно з переписом 2010 року, у селищі мешкало 24 090 осіб у 7407 домогосподарствах у складі 5538 родин. Густота населення становила 3419 осіб/км². Було 8393 помешкання (1191/км²).
Расовий склад населення:
| - 74,4 % — чорних або афроамериканців - 12,6 % — білих - 0,5 % — азіатів - 0,3 % — корінних американців - 10,3 % — осіб інших рас |

До двох чи більше рас належало 1,8 %. Частка іспаномовних становила 20,8 % від усіх жителів.
За віковим діапазоном населення розподілялося таким чином: 28,3 % — особи молодші 18 років, 60,0 % — особи у віці 18—64 років, 11,7 % — особи у віці 65 років та старші. Медіана віку мешканця становила 33,4 року. На 100 осіб жіночої статі у селищі припадало 90,4 чоловіків; на 100 жінок у віці від 18 років та старших — 86,1 чоловіків також старших 18 років.
Середній дохід на одне домашнє господарство становив 52 901 долар США (медіана — 42 298), а середній дохід на одну сім'ю — 60 084 долари (медіана — 52 543). Медіана доходів становила 35 952 долари для чоловіків та 36 862 долари для жінок. За межею бідності перебувало 22,8 % осіб, у тому числі 37,0 % дітей у віці до 18 років та 15,2 % осіб у віці 65 років та старших.
Цивільне працевлаштоване населення становило 9413 особи. Основні галузі зайнятості: освіта, охорона здоров'я та соціальна допомога — 23,1 %, виробництво — 12,9 %, роздрібна торгівля — 11,9 %, транспорт — 11,8 %.